# Brigadas Revolucionárias
As Brigadas Revolucionárias (BR) foram uma organização portuguesa que defendia a luta armada como forma de derrubar o regime fascista e de conseguir a autonomia das Províncias ultramarinas portuguesas. Foram fundadas em 1970 por um grupo de dissidentes do Partido Comunista Português, liderado por Isabel do Carmo e Carlos Antunes. As Brigadas Revolucionárias defendiam inicialmente uma luta armada não letal, focada em destruição de infraestruturas e veículos, tendo no seu militantismo conjunto com o PRP vindo a falhar neste propósito, por vezes acidentalmente, por vezes premeditadamente. A direção conjunta com o PRP terá empurrado a união para o terrorismo, havendo inclusive directrizes internas que "traidores eram para matar", algo que alguns ex-dirigentes se viriam a tentar demarcar.
O primeiro alvo das BR foi o Depósito de Munições NATO de Lisboa, em Setúbal, em 7 de novembro de 1971. Após dois anos de propaganda política, as BR conseguiram criar pequenos grupos partidários nos sindicatos, associações de trabalhadores e organizações católicas, que dariam origem ao Partido Revolucionário do Proletariado (PRP), em setembro de 1973. A articulação entre as duas entidades foi bastante evidente após o 25 de Abril de 1974 e principalmente durante o PREC numa estrutura/organização apelidada da Partido Revolucionário do Proletariado/Brigadas Revolucionárias (PRP/BR).
O PRP-BR acabaria por se extinguir em 1980, devido a disputas internas e à perda de diversos integrantes, incluindo os dirigentes Carlos Antunes e Isabel do Carmo, presos por acusações de assaltos a bancos e à colocação de engenhos explosivos. Outros elementos foram presos e condenados por acusações de assaltos a bancos, morte de pessoas e à colocação de engenhos explosivos.

## Das origens durante a ditadura e o período antes do 25 de Abril

### Contexto da ditadura
A ditadura oprimiu a população portuguesa durante décadas. Enquanto isso, a sociedade mudou, favorecendo uma oposição natural ao regime. A primavera Marcelista seria ineficaz perante a incapacidade de resolver a questão da guerra colonial e a crescente radicalização da juventude. Uma parte desta decidiu recorrer à luta armada.

### Fundação
A criação das Brigadas Revolucionárias em 1970 marcou a segunda grande ruptura política dentro do Partido Comunista Português (PCP) no que diz respeito à violência armada. Esta ruptura foi o culminar da resistência de alguns militantes do PCP como Isabel do Carmo e Carlos Antunes, à narrativa pacifista dominante no partido.  Esta posição reforçada pela continuação da Guerra Colonial e pela desilusão que se seguiu à Primavera Marcelista. O uso da violência revolucionária era visto pelos fundadores das BR como uma arma política e como uma forma de solidariedade para com a luta dos movimentos independentistas em África.
As BR sempre defenderam a estruturação revolucionária do proletariado, em que a luta armada e a luta de massas deveriam convergir.  Assim, a luta armada foi o racional para a constituição de uma organização armada e a razão que explica porque é que a organização politica que normalmente sustentam os grupos terroristas só surgiu anos mais tarde, em Outubro de 1973, com a criação do Partido Revolucionário do Proletariado (PRP), passando a actual quase como uma única organização, a partir dessa data.

### Atividades
As Brigadas Revolucionárias realizaram a sua primeira ação, dia 7 de novembro 1971, com um ataque à bomba a uma base da NATO na Fonte da Telha. A 31 de Dezembro de 1972, as BR aproveitaram a famosa acção de ocupação e vigília da Capela do Rato para efectuarem um conjunto de atentados à bomba em vários locais de Lisboa. Duas crianças, Jaime Costa, de sete anos, e Ana Paula Costa, de dez anos, decidiram brincar com um objecto onde era visível um relógio, que acabou por explodir-lhe nas maos. Era um dos muitos engenhos explosivos que as Brigadas Revolucionárias tinham colocado em caixotes do lixo de Lisboa e arredores. As crianças eram filhas de uma mulher-a-dias, analfabeta e de um jardineiro da Câmara Municipal de Lisboa. O rapaz, Jaime ficou sem os dedos de uma das mãos e um defeito de visão. Ana Paula Costa perdeu a visão de um dos olhos. Segundo o historiador António Araújo um processo crime que mais tarde veio a ser instaurado pela DGS, em finais de 1973, a um conjunto de pessoas, muitas das quais tinham participado na Vigilia da Capela do Rato, nomeadamente Nuno Teotónio Pereira, permite concluir que o lançamento da vigília do Rato se inscreve numa lógica de trabalho clandestino que vinha sendo desenvolvido já há bastante tempo por alguns católicos em íntima ligação com as Brigadas Revolucionárias.
Contudo dentro das BR o debate sobre que tipo de ações violentas a desenvolver foi sempre muito intenso. Os militantes vindos do PCP, incluindo os seus fundadores, foram sempre contra o uso de violencia letal, defendendo a realização ações espetaculares e mediáticas para chamar a atenção nacional e internacional para as questões políticas e coloniais portuguesas.

### O surgimento do PRP-BR
"Em fins de 1973, ainda sobre regime fascista" surge o PRP-BR, juntando ex-membros da CDE, as BR e outros anti-fascistas e anti-capitalistas. Em face da então fraude eleitoral recorrente em Portugal e do golpe anti-democrático de Pinochet no Chile, o PRP defendia a revolução socialista e a ditadura do proletariado.
O PRP/BR não era uma organização política que tinha um braço armado, nem tão pouco um aparelho militar que tinha um braço político mas muitas vezes confundiam-se entre si. Os militantes das BR estavam enquadrados no PRP, mas nem todos os militantes do PRP participavam nas actividades das BR.  Ainda assim, durante a sua existencia e principalmente após o 25 de Abril,  o PRP confundiu-se com as BR, sendo esta ultima responsável pelas acções armadas e assaltos a bancos e instituições de finanças, sendo que os valores roubados nos assaltos serviriam para financiar o PRP recebendo em troca cobertura politica, agitação e propaganda. Na pratica, não existiam muitas fronteiras entre os dois grupos, nem politicas nem humanas. A apresentação pública em 1975, na conferência de imprensa da passagem à clandestinidade das BR, com dirigentes conhecidos do PRP de cara descoberta e militantes do BR encapuçados é demonstrativo disso mesmo.

## Do 25 de Abril ao 25 de Novembro
Apesar da liberdade conquistada com o 25 de Abril, as BR não deixaram à violência armada, os atentados, assaltos a bancos ou repartições da fazenda publica, sendo que a sua frequência foi aumentando.
Com a radicalização e dirigismo cada vez maior da extrema-esquerda, a seguir ao 11 de Março de  1975, com o apoio e protecção do Copcon liderado por Otelo Saraiva de Carvalho, o PRP/BR conquistou protagonismo e influência cada vez maiores. O PRP/BR defendia junto do Copcon que a forma de reforçar a Aliança Povo/MFA seria necessário constituir um grande exercício formado por militares e por membros das organizações populares de base (comissões de trabalhadores, de moradores, etc) devendo este constituir este um enorme exército revolucionário.
Em Setembro de 1975 recebem 1000 G3, entregues pelo capitão Álvaro Fernandes,  a Isabel do Carmo e Carlos Antunes, o que foi publicamente denunciado pela imprensa afecta as forças democráticas do PS, PSD e CDS, o que faria abortar o resto da operação. Otelo não mostrou grande preocupação, "Sei pelo menos que as armas se encontram à esquerda e isso é uma satisfação muito grande. Se elas se encontrassem à direita, é que era perigoso. Como se encontram à esquerda, para mim estão em boas mãos".
Com a crescente tensão e polarização e violência crescente que se caracterizaram as semanas antes do 25 de Novembro, levam as BR a  equacionar a clandestinidade. Com esta decisão, o PRP pretendia preservar a estrutura militar e os paióis de armamento de que já dispunha. Ao mesmo tempo, começou a apelar à insurreição armada como forma de os trabalhadores tomarem o poder, continuando a defender a urgente criação de um exército revolucionário, que articulasse os militares revolucionários e os civis armados organizados nas estruturas do poder popular. Assim, a 23 de outubro de 1975, as Brigadas Revolucionárias anunciam o seu regresso à clandestinidade separando-se, pelo menos em termos publicos, tentar-se distinguir do PRP.

## Do 25 de Novembro até à prisão e julgamento
Em 1978, acentuaram-se as diferenças internas no seio das BR com consequência do bombardeamento de um comboio de mercadorias na Mauritânia, que causou a morte de oito soldados. O ataque foi reivindicado pela Frente Polisário, no entanto, foi organizado pelos Serviços Secretos argelinos e levado a cabo por militantes da BR. Este foi o primeiro ataque das BR  intencionalmente destinado a causar mortes. A maioria dos líderes do PRP, que estavam na prisão por assaltos a bancos, negaram o conhecimento desta ação, sustentando que tinha sido realizado por um grupo de dissidentes que passou a iniciar o FP-25.
Entretanto, após a prisão dos operacionais ocorrida em Março e dos principais dirigente ocorrida em 20 de Junho de 1978,  os réus liderados por Isabel do Carmo e Carlos Antunes exigiam para si o papel de presos políticos em contradição com a posição do Ministério Público que os considerava presos de delito comum, em virtude dos crimes pelos quais eram acusados, constarem assaltos a bancos e carrinhas de valores, atentados à bomba contra instalações militares, postos da GNR e destruição de propriedade privada. Várias das acusações terminaram juridicamente com a condenação de vários dos envolvidos, incluindo dos dirigentes (Carlos Antunes e Isabel do Carmo), entre outros.
A 24 de Abril de 1979, O Presidente da República Ramalho Eanes publica a Lei n.º 74/79, relativa à amnistia de infrações de natureza política, decorrentes entre 11 de Março e 25 de Novembro de 1975, que exclui os crimes pelos quais os réus eram acusados, não apenas porque estes ocorreram já depois do 25 de Novembro de 1975, como pelo facto dela estarem excluídas infrações cometidas com emprego de bombas ou outros engenhos explosivos. Esta polémica, deu origem ao chamado "Caso PRP".

## O fim do PRP/BR e a cisão das FP-25
Depois da prisão de Isabel do Carmo e Carlos Antunes, uma parte dos restantes militantes, liderados entre outros por Pedro Goulart, definem novas alianças políticas para o PRP, participando na criação da Força de Unidade Popular (FUP, 1980), como anteriormente na Organização Unitária de Trabalhadores (OUT, 1978).
Serão acusados de fazer parte do Projecto Global/FP-25 (superestrutura que englobava as FP-25, a FUP e o próprio Otelo Saraiva de Carvalho). Estas, vieram a herdar, não apenas a maioria dos seus militantes e dirigentes como as sedes e armas, que tinham sido entregues em 1975 pelo capitão Alvaro Fernandes do Copcon, em setembro de 1975. Alguns dos seus militantes vieram a ser presos e julgados por pertencerem ao PRP/BR e mais tarde também por pertencerem às Forças Populares 25 de Abril (FP-25).

## Lista dos Atentados
- 7 de Julho de 1971 – Sabotagem nas instalações da NATO na Fonte da Telha.[33]
- 12 de Novembro de 1971 – Sabotagem de uma bateria de obuses de 8,8 mm em Santo António da Charneca.[33]
- 11 de Junho de 1972 – furto de explosivos numa pedreira em Loulé.[33]
- 11 de Julho de 1972 – Destruição de 15 camiões Berlier no Tramagal.[33]
- 9 de Março de 1973 – Atentado com explosivos do Distrito de Recrutamento e Mobilização /DRM) de Lisboa.[33]
- 10 de Março de 1973 – Atentado com explosivos no Quartel-General de Serviços Mecanográficos de Lisboa.[33]
- 6 de Abril de 1973 – Destruição do Distrito de Recrutamento e Mobilização (DRM) do Porto.[33]
- 25 de Maio de – Assalto a Banco Português do Atlântico, em Alhos Vedros. Foram roubados quase mim contos.[33]
- 16 de Outubro de 1973 – Atentado com explosivos nos quartéis generais do exercito de Lisboa e Porto.[33]

1975
- 27 de Julho – Assalto ao Banco Português do Atlântico em Albergaria dos Doze, em Pombal. Foram roubados 600 contos.[33]
- 15 de Outubro – Assalto ao Banco Totta & Açores, em Mira D´Aire. Foram roubados 1300 contos.[33][34]
- 21 de Outubro – Assalto ao Banco de Angola, na Damaia. Foram roubados 4237 contos.[33]
- 13 de Novembro – Atacadas a granada e tiros de metralhadora, as esquadras da PSP, em Alto da Pina, Caminhos de Ferro, Lumiar, Rato e Terramotos.[33]
- 13 de Novembro – Atendado à bomba contra sede do CDS em Lisboa.[33]

1976
- 26 de Fevereiro – Assalto ao Banco Nacional Ultramarino, da Damaia. Foram roubados 2440 contos.[33]
- 17 de Março – Tentativa de assalto ao Banco Pinto Magalhães, no Porto, tendo sido morto José Ferreira da Rocha,[35][36] agente da PSP de 44 anos.[35][33][7][37]
- 5 de Abril - Assalto ao Banco Pinto Magalhães, em Lisboa. Foram roubados 2073 contos.[33]
- 3 de Maio – Assalto ao Banco de Angola, em Benfica. Foram roubados 1007 contos.[33]
- 22 de Maio – Assalto ao Banco Totta & Açores, em Lisboa. Foram roubados 1536 contos.[33]
- 19 de Julho – Assalto ao Banco Intercontinental Português, em Cascais. Foram roubados 1114 contos.[33]
- 17 de Agosto – Assalto ao Banco Pinto e Sottomayor, em Albufeira.[38] Foram roubados 2970 contos.[33]
- 6 de Outubro – Assalto ao Banco Pinto Magalhães, em Fátima.[39] Foram roubados 1538 contos.[33]
- 25 de Outubro – Assalto à Caixa Geral de Depósitos, na Nazaré. Foram roubados 5780 contos.[33][40]
- 29 de Outubro – Assalto ao Banco Borges & Irmão, de São Mamede de Infesta.[41] Foram roubados 5500 contos.[33]

1977
- 1 de Fevereiro – Assalto ao Banco Totta & Açores, em Seia. Foram roubados 288 contos.[33]
- 8 de Fevereiro – Assalto ao Banco Pinto e Sottomayor de Lisboa, em Soure. Foram roubados 1669 contos.<[33]
- 28 de Fevereiro – Assalto ao Banco Borges e Irmão, na Amadora. Foram roubados 685 contos.[33]
- 11 de Março – Assalto ao Banco Borges e Irmão, na Almada. Foram roubados 1443 contos.[33]
- 16 de Março – Assalto ao Banco Totta & Açores, no Porto. Foram roubados 287 contos.[33]
- 5 de Abril – Assalto ao Banco de Angola, na Damaia. Foram roubados 1582 contos.[33]
- 28 de Abril – Assalto ao Banco Borges & Irmão, em São Mamede de Infesta, Matosinhos[42]. Foram roubados 123.000$00.[33]
- 3 de Maio – Assalto à Caixa Geral de Depósitos, em Penacova. Foram roubados 784 contos.[33][43][44]
- 16 de Maio – Assalto à Repartição de Finanças de Oeiras. Foram roubados 7 448 contos.[33]
- 30 de Junho – Assalto ao Banco Totta & Açores, em Ermesinde[45]. Foram roubados 1500 contos.[33]
- 7 de Setembro - Ataque á Bomba aos Centro Regional da Reforma Agrária de Lisboa, na Rua Rodrigo da Fonseca nº41 com danos nas instalações e num automóveis estacionado nas imediações.[46]
- 7 de Setembro - Ataque á Bomba aos Centro Regionais da Reforma Agrária de  Alcácer do Sal, Setúbal e Beja, com danos nas instalações e em automóveis estacionados em frente ao edifício.[47]
- 7 de Setembro - Ataque á Bomba aos Centro Regional da Reforma Agrária de Évora, com um policia ferido ao tentar desactivar a bomba[33][47]
- 15 de Setembro - Ataque á Bomba aos Centros Regionais da Reforma Agrária de Alcácer do Sal.[33]
- 6 de Outubro - Ataque á Bomba aos Centro Regionais da Reforma Agrária de Coruche.[33]
- 14 de Outubro – Assalto ao Banco Totta & Açores, em Riba de Ave. Foram roubados 1628 contos.[33]
- 4 de novembro – Assalto ao Banco Borges & Irmão, em Monte dos Burgos[48], no Porto. Foram roubados 800 contos.[33]
- 14 de novembro – Assalto ao Banco Borges & Irmão, em Sangalhos. Foram roubados 200 contos.[33]
- 25 de Novembro – Ataque com explosivos às manifestações da Confederação dos Agricultores de Portugal,  em Rio Maior, Portalegre, Braga e Loulé
- 1 de dezembro – Ataque á bomba à manifestação do 1º de Dezembro, organizada por Vera Lagoa.[33] Dos quatro engenhos explosivos, um explode com ferimentos graves em Orlando Benedito. Os restantes três engenhos foram desativados pela policia.[49]
- 7 de Dezembro – Assalto ao Banco Totta & Açores, em São Roque da Lameira, no Porto. Foram roubados 1609 contos.[33]

1978
- 6 de Janeiro – Assalto ao Banco Totta & Açores, em Vila da Feira. Foram roubados 1.680.000$00.[33][50]
- 26 de Janeiro - Assalto à Caixa Geral de Depósitos, em Águeda. Foram roubados 903.000$00.[33][38]
- 16 de Fevereiro - Rebentamento de engenho explosivo junto da estátua do Dr. Oliveira Salazar, em Santa Comba Dão.[33]
- 20 de Fevereiro - Assalto ao Banco Nacional Ultramarino, na Baixa da Banheira. Foram roubados 867.000$00.[33]
- 31 de Maio - Assalto ao  Banco Espírito Santo & Comercial de Lisboa, em Campolide. Foram roubados 136.000$00.[33]
- 11 de Julho - Assalto ao Banco Totta & Açores, em Sintra. Foram roubados 944.000$00.[33]
- 4 de Outubro - Apreensão de diverso material de guerra, explosivos e documentos, em viatura na Fonte da Telha, com fuga dos seus ocupantes, militantes do PRP.[33]
- Bombardeamento de um comboio de mercadorias na Mauritânia[25], em nome da Frente Polisário[3], que causou a morte de oito soldados.[26]

1979
- 15 de Novembro - Assassínio premeditado de José Manuel Azevedo Plácido[44], com quatro tiros na nuca, no dia anterior ao julgamento do "caso PRP".[51][3]
- 25 de Junho - Assalto ao Banco Espírito Santo & Comercial de Lisboa, em Paço de Arcos. Foram roubados 1.364.000$00.[33][52][53]

1980
- 31 de Janeiro - Assalto armado à Tabaqueira, em Rio de Mouro, Sintra. Foram roubados 2100 contos, destinados ao pagamento dos ordenados de parte dos seus 1000 empregados[54][55].

- 25 de Fevereiro - Assassínio de Delfim de Almeida Fernandes[56][57], no assalto à Repartição de Finanças de Sintra[8].

### Citações
1. ↑  «As Brigadas Revolucionárias realizaram a sua primeira ação armada». Museu do Aljube. Consultado em 27 de maio de 2022
2. 1 2  Silva, Raquel and Ana Sofia Ferreira (2020). «From the Armed Struggle against the Dictatorship to the Socialist Revolution: The Narrative Restraints to Lethal Violence among Radical Left Organisations in Portugal». Perspectives on Terrorism: 140
3. 1 2 3  Maria Henrique Espada; António José Vilela (3 de dezembro de 2022). «Iam preparados para disparar e matar? "Claro" - Entrevista a Gobern Lopes». Terrorismo. Revista "Sábado". Consultado em 4 de fevereiro de 2023. Cópia arquivada em 4 de fevereiro de 2023
4. ↑  «Partido Revolucionário do Proletariado – 1973». Ephemera -  biblioteca e arquivo de José Pacheco Pereira
5. ↑  LeYa. «Luta Armada - Isabel do Carmo». Leyaonline. Consultado em 27 de maio de 2022
6. ↑  Vieira, Diogo Pedro (2021). «Uma Lisboa presa na hostilidade: as memórias das Brigadas Revolucionárias no Verão Quente de 1975»
7. 1 2  O Comércio do Porto (21 de junho de 1978). «Presos 16 acusados de bombismo, homicidio e assaltos a bancos». Terrorismo. Consultado em 17 de abril de 2023. Cópia arquivada em 18 de abril de 2023
8. 1 2  Diário de Lisboa (2 de fevereiro de 1984). «Sete elementos do PRP condenados pelo tribunal de Sintra». casacomum.org. p. p.20. Consultado em 18 de janeiro de 2023
9. 1 2 3  Silva & Ferreira 2020, p. 143.
10. ↑  «As Brigadas Revolucionárias realizaram a sua primeira ação armada». Museu do Aljube. 7 de novembro de 2021. Consultado em 3 de junho de 2022
11. ↑  Araujo 2004, p. 461.
12. ↑  Castelo-Branco 2022.
13. ↑  Araujo 2004, pp. 454-460.
14. 1 2  Goulart, Pedro (2001). Resistência. Lisboa: Edições Dinossauro. p. 48-49. ISBN 9728165293
15. ↑  contributos25 (19 de abril de 2014). «Sobre o PRP-BR e as FP25 de Abril». Consultado em 6 de janeiro de 2022
16. ↑  Memórias das Brigadas Revolucionárias na Web, consultado em 6 de janeiro de 2022
17. ↑  «Desvio de armas em Beirolas | Memórias da Revolução | RTP». Memórias da Revolução. Consultado em 6 de janeiro de 2022
18. ↑  «Faleceu militar de Abril Álvaro Fernandes». Expresso. 6 de maio de 2018. Consultado em 8 de maio de 2018
19. ↑  «Desvio de armas em Beirolas»
20. ↑  Matos, Helena (14 de outubro de 2014). «Sons de Abril». RTP Arquivos. Consultado em 28 de março de 2022
21. ↑  “Manifesto”, Revolução, n.º 53, 14 de Novembro de 1975
22. ↑  «Desvio de armas em Beirolas»
23. ↑  «Passagem à clandestinidade das BR»
24. ↑  Expresso, 25 de Junho de 1985, Revista p13
25. 1 2  Diário de Lisboa (21 de julho de 1978). «PRP: acusações graves». casacomum.org. Consultado em 4 de fevereiro de 2023. Cópia arquivada em 4 de dezembro de 2022
26. 1 2  Silva & Ferreira 2020, p. 144.
27. ↑  Expresso, 20 de Dezembro de 1980 pg 1R a 9R
28. ↑  Expresso, 11 de Abril de 1981, Primeiro Caderno P9
29. ↑  https://dre.tretas.org/dre/208759/lei-74-79-de-23-de-novembro
30. ↑  Expresso, 25 de Junho de 1982, pg 13-R
31. ↑  Expresso, 25 de Setembro de 1982
32. ↑  "Caso FP-25 de Abril" : Alegações Do Ministério Público. Lisboa: Ministério da Justiça. 1987
33. 1 2 3 4 5 6 7 8 9 10 11 12 13 14 15 16 17 18 19 20 21 22 23 24 25 26 27 28 29 30 31 32 33 34 35 36 37 38 39 40 41 42 43 44 45 46 47 48 49 50  Ângelo, Fernando Cavaleiro (2021). DINFO : A queda do último serviço secreto militar. Alfragide: Casa das Letras. pp. 223–230. ISBN 9789896608163. OCLC 1246547358
34. ↑  Diário de Lisboa (13 de janeiro de 1978). «Assaltantes de Banco de Mira d'Aire condenados a 13 anos». casacomum.org. Consultado em 28 de janeiro de 2023. Cópia arquivada em 25 de março de 2016
35. 1 2  «Assaltantes de banco mataram um polícia no Porto». Diário de Lisboa: 1. 17 de março de 1976
36. ↑  Diário de Lisboa (20 de junho de 1978). «Elementos do PRP entre os 15 detidos?». casacomum.org. Consultado em 28 de janeiro de 2023. Cópia arquivada em 28 de janeiro de 2023
37. ↑  O Comércio do Porto (12 de abril de 1978). «Material de guerra apreendido numa residência em Matosinhos». Terrorismo. Consultado em 19 de abril de 2023. Cópia arquivada em 18 de abril de 2023
38. 1 2  Diário de Lisboa (2 de fevereiro de 1980). «"Dissidente" do PRP reforça acusação». casacomum.org. p. 6. Consultado em 3 de fevereiro de 2023. Cópia arquivada em 3 de fevereiro de 2023
39. ↑  Diário de Lisboa (7 de outubro de 1976). «Quadrilha roubou mil contos num banco de Fátima». casacomum.org. Consultado em 24 de abril de 2023
40. ↑  Diário de Lisboa (25 de outubro de 1976). «Roubaram 5 mil contos à Caixa Geral de Depósitos». casacomum.org. Consultado em 25 de abril de 2023
41. ↑  Diário de Lisboa (29 de outubro de 1976). «Seis mil contos roubados no Borges». casacomum.org. Consultado em 25 de abril de 2023
42. ↑  Diário de Lisboa (29 de abril de 1977). «Agência bancária assaltada pela terceira vez». casacomum.org. Consultado em 17 de fevereiro de 2023. Cópia arquivada em 25 de janeiro de 2023
43. ↑  Diário de Lisboa (4 de maio de 1977). «Assalto à CGD de Penacova - parte do bando continua a monte». casacomum.org. Consultado em 4 de fevereiro de 2023. Cópia arquivada em 4 de fevereiro de 2023
44. 1 2  Jornal Expresso (15 de novembro de 1986). «Do PRP às FP-25: o caminho das armas». aquivohistoricopt/terrorismo. p. 25-R. Consultado em 4 de fevereiro de 2023. Cópia arquivada em 14 de dezembro de 2022
45. ↑  Diário de Lisboa (30 de julho de 1977). «Agência do Totta assaltada em Ermesinde». casacomum.org. Consultado em 17 de fevereiro de 2023. Cópia arquivada em 6 de março de 2019
46. ↑  «Bomba de grande potência destruiu instalações do IRA». Diário de Notícias: 1. 8 de setembro de 1977
47. 1 2  «Vasta ofensiva bombista destroi sedes da Reforma Agrária». Diário de Notícias: 1. 9 de setembro de 1977
48. ↑  Diário de Lisboa (5 de novembro de 1977). «Assalto a Banco no Porto rendeu quatrocentos contos». casacomum.org. Consultado em 29 de março de 2023. Cópia arquivada em 29 de março de 2023
49. ↑  «Explosão de uma bomba e 17 feridos na manifestação do 1º de Dezembro». Diário de Notícias: 7. 2 de dezembro de 1977
50. ↑  Diário de Lisboa (6 de janeiro de 1978). «Mascarados levam 800 contos do Totta de Vila da Feira». casacomum.org. Consultado em 28 de janeiro de 2023. Cópia arquivada em 25 de março de 2016
51. ↑  Diário de Lisboa (15 de novembro de 1979). «Tesoureiro do PRP abatido a tiro». casacomum.org. Consultado em 4 de fevereiro de 2023. Cópia arquivada em 5 de novembro de 2021
52. ↑  Diário de Lisboa (27 de junho de 1979). «Suicidou-se o caixa da agência bancária assaltada». casacomum.org. Consultado em 5 de fevereiro de 2023. Cópia arquivada em 5 de fevereiro de 2023
53. ↑  Diário de Lisboa (26 de junho de 1979). «Assalto a banco rende 1500 contos». casacomum.org. Consultado em 5 de abril de 2023. Cópia arquivada em 5 de abril de 2023
54. ↑  Diário de Lisboa (31 de janeiro de 1980). «Assalto armado à Tabaqueira rende 2100 contos». casacomum.org. Consultado em 3 de fevereiro de 2023
55. ↑  «Acórdão do Supremo Tribunal de Justiça». www.dgsi.pt. 514 a 516. Consultado em 3 de fevereiro de 2023. Cópia arquivada em 18 de outubro de 2013
56. ↑  Diário de Lisboa (25 de fevereiro de 1980). «Polícia morto e empregada ferida em novo assalto à Repartição de Finanças de Sintra». casacomum.org. Consultado em 3 de fevereiro de 2023. Cópia arquivada em 13 de novembro de 2022
57. ↑  Diário de Lisboa (29 de setembro de 1980). «Presos autores do assalto à tesouraria de Sintra e da morte de um polícia». casacomum.org. p. p.24. Consultado em 18 de janeiro de 2023